# 米迪亜ティー・レックス
米迪亜ティー・レックス（ディメディア・ティー・レックス、中国語：米迪亞暴龍）は、かつて中華民国（台湾）の中華職棒に所属していたプロ野球チーム。

## 概要
前身は台湾大聯盟の台中金剛と嘉南勇士。チーム名跡交換で「那魯湾太陽」としてCPBL参加。その後、誠泰銀行（新光金控、聯信商業銀行と合併した臺灣新光商業銀行の前身）がスポンサーとなり、誠泰太陽（マコト・ギダ）に改称。
2004年、誠泰コブラズ（マコト・コブラズ、誠泰COBRAS）に改称。
2005年には初の前期優勝を飾ったものの、2007年1月には経営危機から九禾国際への球団売却が決定された。しかし、他球団が反対したため実現せず、2007年シーズンは誠泰コブラスのまま公式戦に参加。それでも2008年にカーナビゲーションメーカーの賽亜数位科技へ売却された。
2008年、球団ぐるみでの野球賭博と八百長の疑いが浮上（黒米事件）。また球団が暴力団の資金を受けて運営されていたことや、球団に暴力団員を送り込んでいたことも明らかとなり、施建新オーナーら6人が中華民国検察当局にて取調べを受ける事態となっている。この結果、連盟から除名処分を受けることとなり、チームは解散した。

## 歴史
- 2003年1月 - 台中金剛と嘉南勇士とが合併し、那魯湾太陽設立。中華職棒に加盟。
- 2003年2月 - 誠泰銀行がスポンサーとなり、誠泰太陽に改称。
- 2004年 - 誠泰銀行が球団を買収し、誠泰コブラズに改称。
- 2005年 - 初の前期優勝。
- 2008年2月4日 - 賽亜数位科技が球団を買収し、米迪亜ティー・レックスに改称。
- 2008年10月27日 - 連盟から除名処分を受け、解散。

## 歴代監督

### 誠泰太陽時代
- 趙士強（2003年）

### 誠泰コブラズ時代
- 郭泰源（2004年 - 2005年）
- 呉復連（2006年 - 2007年途中）
- 孫昭立（2007年途中 - 同年終了） - 監督代行

### 米迪亜ティー・レックス時代
- 孫昭立（2008年 - 同年途中） - 監督代行
- 劉家齊（2008年途中 - 同年途中）
- 林琨瑋（2008年途中 - 同年途中） - 監督代行
- 李安熙（2008年途中 - 同年途中） - 監督代行
- 蔡榮宗（2008年途中 - 同年終了）

## 日本プロ野球に在籍したことのある選手・コーチ

### コーチ
- 郭泰源
- 呂明賜
- 中本茂樹
- 佐藤秀樹
- 立川隆史
- コリー・ベイリー（貝力）

### 選手
- 野々垣武志
- 野村貴仁
- 林恩宇
- 林英傑
- 佐藤秀樹
- 寺村友和（山崎友和）
- 立川隆史（1軍出場なし）
- ジャンカルロ・アルバラード（洛多）
- ベン・リベラ（李維拉）
- ルディ・ペンバートン（柏頓）
- エンリケ・ラミレス（拉米瑞茲）
- カルロス・カスティーヨ（凱提歐）
- コリー・ベイリー（貝力）
- ヘクター・アルモンテ（海克特）
- アンディ・バンヘッケン（安迪）

## その他在籍していた選手・コーチ
選手
- 謝佳賢
- 許竹見
- ピーター・モイラン（彼得）
- 崔東進
- 金京泰
- チアゴ・ダ・シルバ（席瓦）
- ホセ・パニアグア（塔尼）
- ディエゴマー・マークウェル（威爾）
- ホセ・サンティアゴ（聖地牙哥）
- トム・ブライス（湯姆）
- イバノン・コフィー（考菲）